# Tempel am Herrenbrünnchen

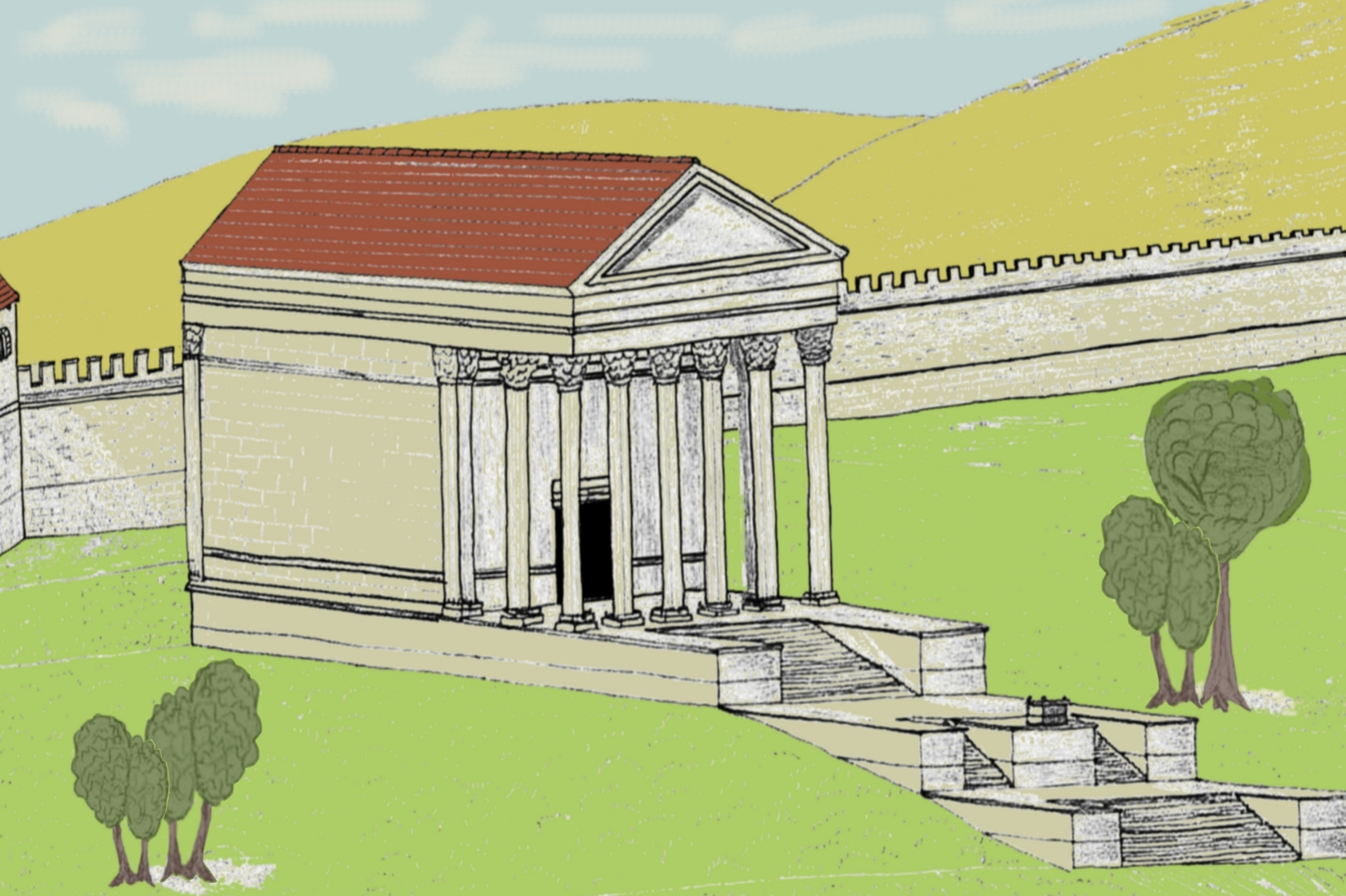
Rekonstruktionszeichnung
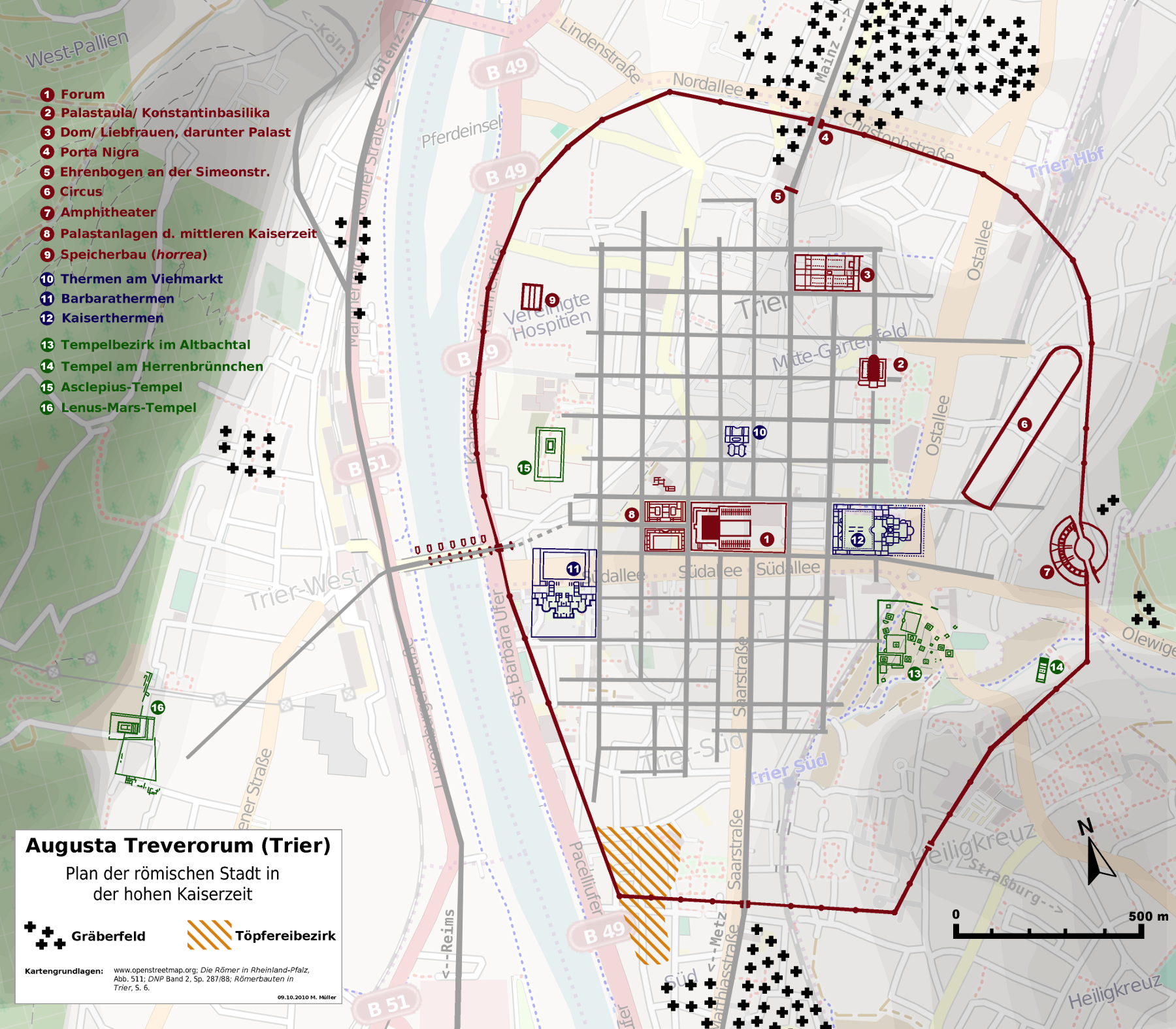
Stadtplan: Nr. 14 (grün)

Der Tempel am Herrenbrünnchen war ein monumentaler Podiumstempel oberhalb des Tempelbezirks im Altbachtal nahe dem Herrenbrünnchen und dem römischen Amphitheater in Trier, dem antiken Augusta Treverorum.

## Entdeckung und Ausgrabung

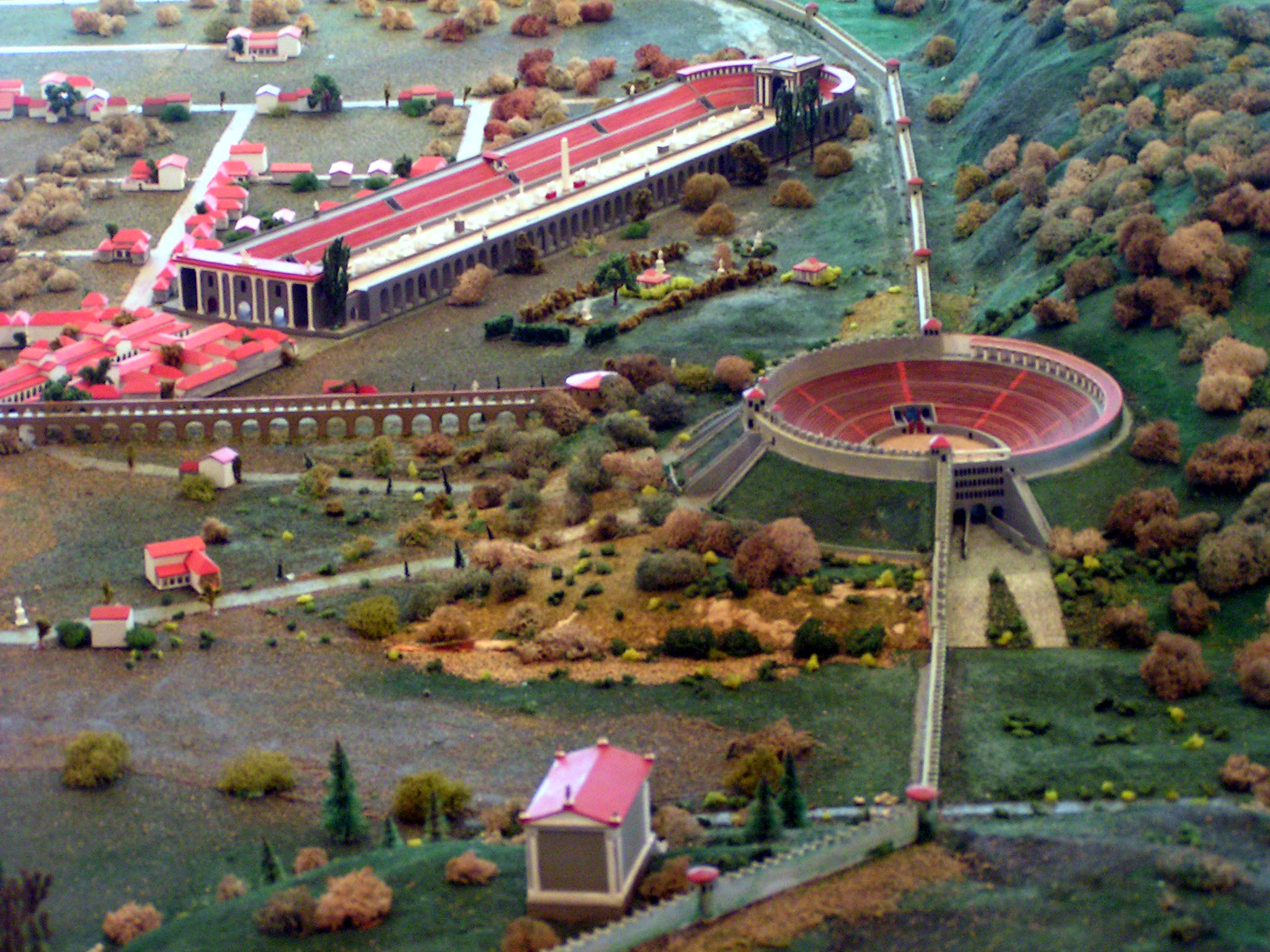
Modell im Rheinischen Landesmuseum Trier: Im Vordergrund der Tempel am Herrenbrünnchen, im Hintergrund Amphitheater und Circus zur Römerzeit

Nach dem Fund mehrerer Architekturteile des späten 1. Jahrhunderts oberhalb des Tempelbezirks im Altbachtal wurde auf dem Gelände des Weinguts Charlottenau 1909/10 eine Grabung durch das Rheinische Landesmuseum Trier durchgeführt. Freigelegt wurden die Reste eines monumentalen Podiumstempels, dessen Podium 65 × 23 m maß. Der Tempel war wohl als Prostylos mit vorgelagerter Säulenhalle konstruiert. Er besaß für die Aufstellung eines monumentalen Kultbildes ein abgetrenntes nischenförmiges Adyton. Über eine monumentale Freitreppe, die in zwei Absätzen zum Tempel führte, gelangte man in die Vorhalle des Tempels. Im unteren Treppenabschnitt befand sich ein Altarpodium, das vom Treppenabsatz aus zugänglich war. Das Podiumsfundament wies bis zu 4,10 m starke Mauern auf. Gefundene Architekturteile lassen eine Tempelfront mit sechs 15 m hohen Säulen rekonstruieren, die Architrav und Giebel trugen. Gewisse Ähnlichkeit besteht zur weitgehend erhaltenen Maison Carrée in Nîmes.
Der nach Nordnordost mit Blick auf das Amphitheater ausgerichtete Tempel war eingebettet in einen leichten Nordosthang und bildete einen monumentalen Abschluss im Osten der römischen Stadt. In der Frühzeit der Colonia lagen beide Gebäude überdies außerhalb des Pomerium, sodass hier im Gegensatz zum Forum nicht mit einem Haupttempel, etwa für die kapitolinische Trias, zu rechnen ist. Nahe der südwestlichen Schmalseite fand man einige Gesims- und Architravbruchstücke, die sich insgesamt vier Bögen zuweisen lassen. Diese gehörten möglicherweise zu einer Portikus, die sich südlich hinter dem Tempel befunden haben dürfte. Drei dieser Bögen sind im Rheinischen Landesmuseum Trier ausgestellt.
Nach einer Überlieferung aus dem 10. Jahrhundert soll an dieser Stelle der Bischof Eucharius zahlreiche Personen getauft haben. Später wird das Gelände als Baptisterium oder Taufborn bezeichnet. Im Gegensatz zum Tempelbezirk im Altbachtal, dem keine nennenswerten christlichen Funde zugeordnet werden können, könnte hier vielleicht eine christliche Kultstätte auf den heidnischen Tempel gefolgt sein. Archäologische Indizien liegen dafür allerdings nicht vor. Außer einem Hinweisschild ist von der Anlage vor Ort nichts mehr oberirdisch sichtbar, die Tempelfundamente liegen in den Gärten heutiger Einfamilienhäuser.

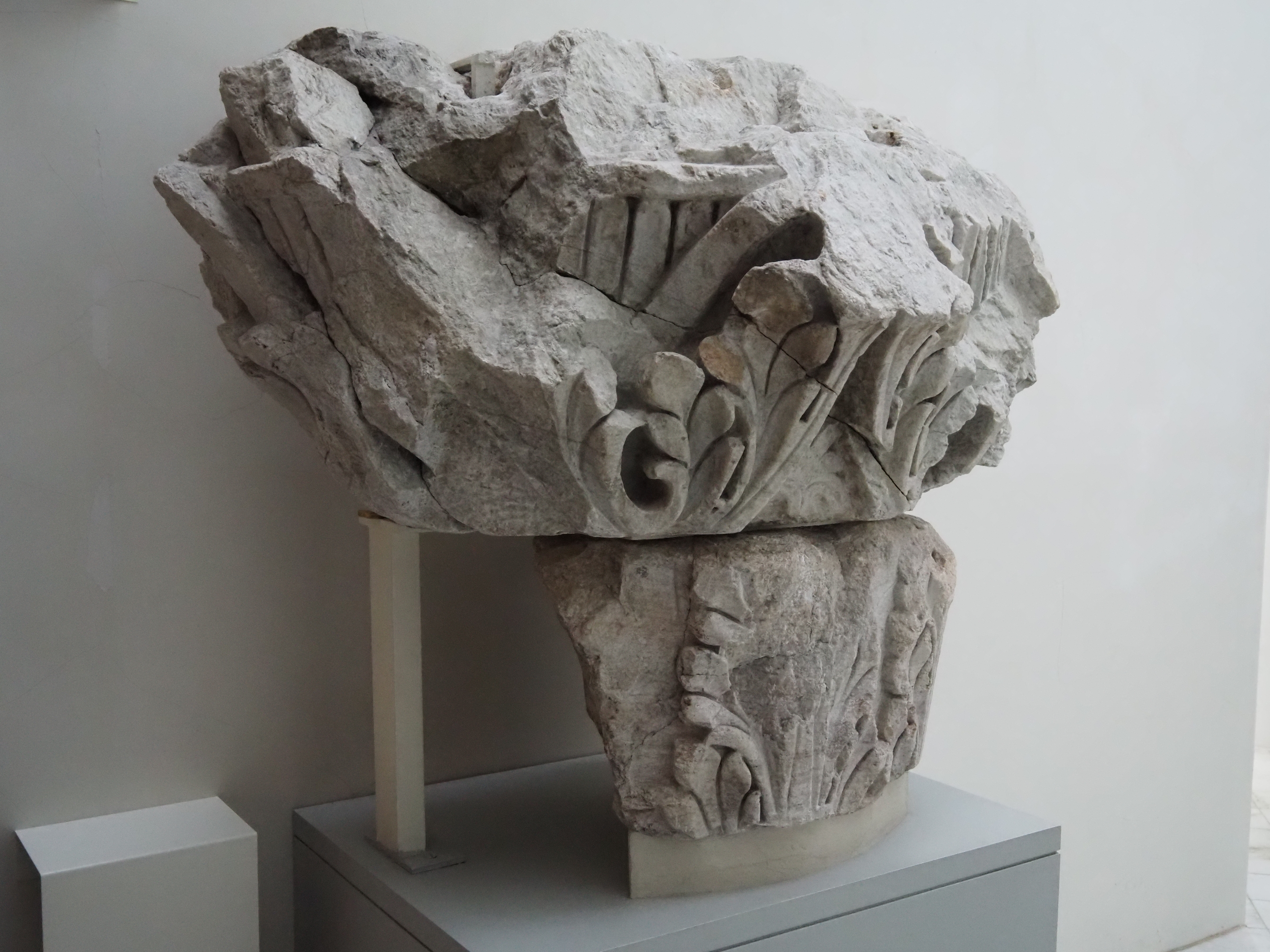
Kalksteinkapitell aus dem Trierer Dom, vermutlich Spolie aus dem Tempel am Herrenbrünnchen, Ausstellung im Museum am Dom Trier.

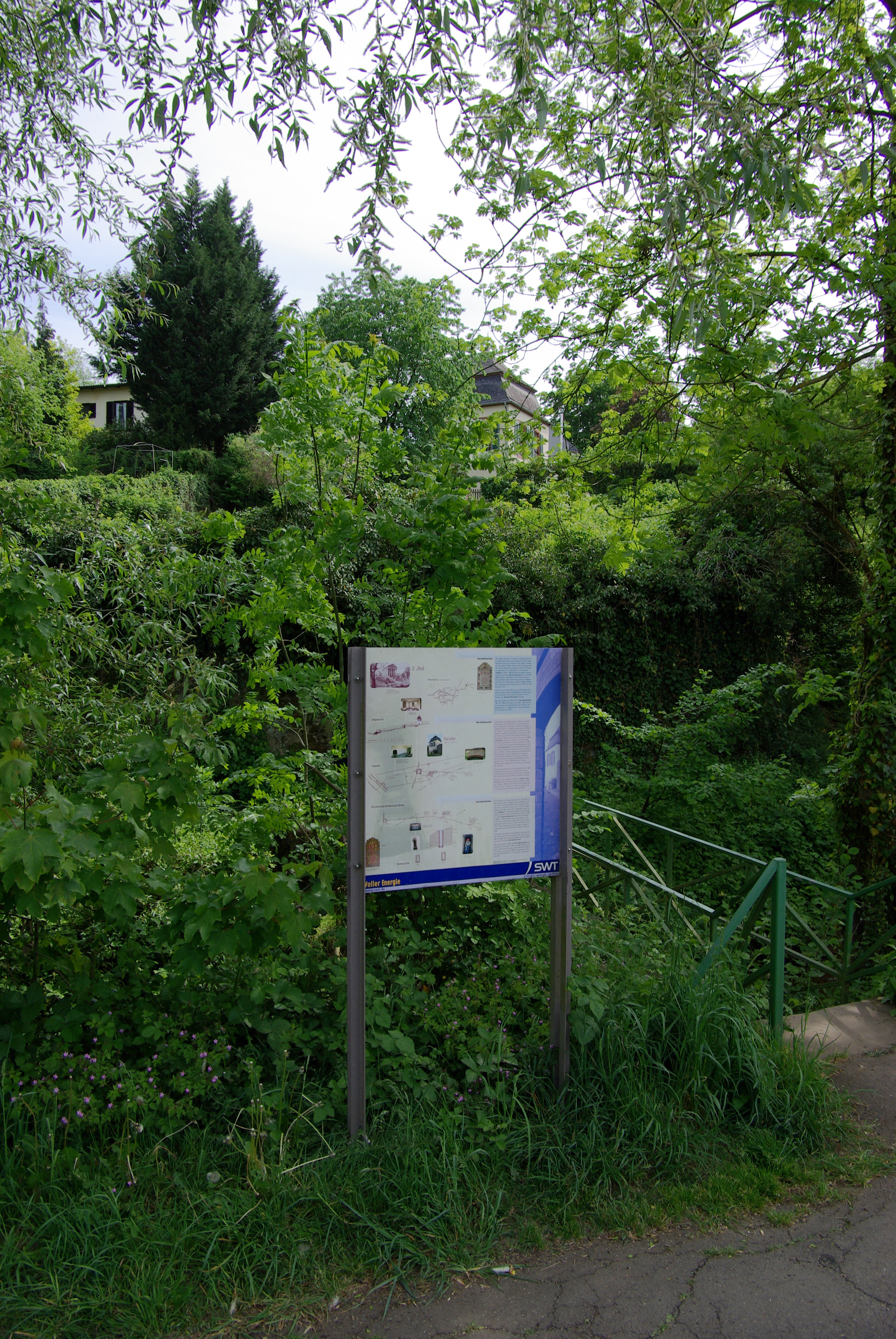
Situation 2011 mit Infotafel.

## Funde
Mehrere aufwändig gestaltete Kalksteinsäulen im Quadratbau des Trierer Doms, die als Ersatz für nach einem Brand im 5. Jahrhundert geborstene Granitsäulen verbaut wurden, stammen möglicherweise als Spolien vom Tempel am Herrenbrünnchen, da kein weiterer derart monumentaler Tempelbau mit vergleichbarem Bildprogramm im Stadtgebiet nachweisbar ist. Die Kapitelle bestanden aus dreischichtigem Kalkstein und wiesen eine Höhe von 1,65 m bei einem unteren Durchmesser von 1,25 m auf. Sie sind mit Akanthus-Blattkränzen verziert. Darstellungen einer Schlange an einer Volute sowie eine ähnliche Darstellung auf einem Block der zugehörigen Portikus lassen auf ein Quellheiligtum schließen. Genauere Hinweise auf die hier verehrte Gottheit gibt es allerdings nicht.
Neben den Architekturteilen liegen bedeutende Inschriftenfunde vom Tempel am Herrenbrünnchen vor. Die Priester (haruspices) der Civitas Treverorum haben dem Andenken ihrer Meister und Väter einen Altar mit Sockel und Gesims geweiht. Eine weitere Inschrift wurde von einem kaiserlichen Freigelassenen dem Mars Victor Augustus als Einlösung für ein Gelübde gesetzt. Eine Liste mit 60 sorgfältig in vier Kalksteinblöcke gemeißelten Namen bezeichnet wahrscheinlich die Mitglieder eines Kultvereins. Die gefundenen Münzen datieren vom Beginn des 2. Jahrhunderts n. Chr. bis in das 4. Jahrhundert, wobei die Masse dem 3. Jahrhundert entstammt.